# Soulgas corticarius
Soulgas corticarius är en spindelart som först beskrevs av James Henry Emerton 1909.  Soulgas corticarius ingår i släktet Soulgas och familjen täckvävarspindlar. Inga underarter finns listade i Catalogue of Life.